# Série E201 a E216 da CP
A Série E201 a E216, igualmente conhecida como Série E200, foi uma família de locomotivas a tracção a vapor, que foram utilizadas pela Companhia dos Caminhos de Ferro Portugueses.

## História

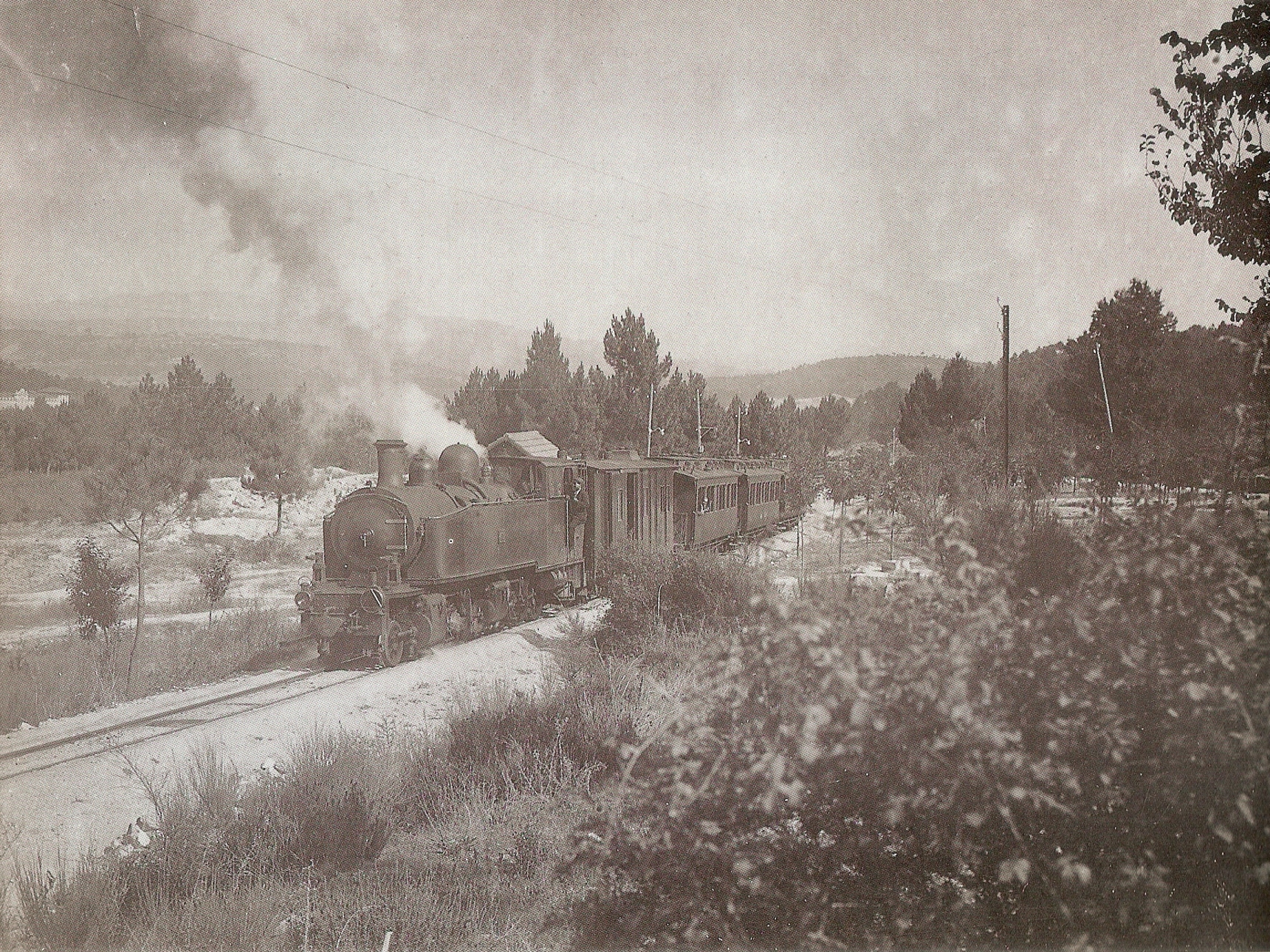
Comboio rebocado por uma locomotiva desta série.

Foram fabricadas pela empresa alemã Henschel & Sohn na cidade de Kassel, sendo parte de um lote de dezoito locomotivas articuladas de dupla expansão, no sistema Mallet. As locomotivas 201 a 216 foram encomendadas para a divisão do Minho e Douro dos Caminhos de Ferro do Estado, entre 1911 e 1923, enquanto que as duas restantes entraram ao serviço da Companhia do Caminho de Ferro do Porto à Póvoa e Famalicão, recebendo posteriormente os números de 181 e 182. A E214 veio para Portugal como parte das compensações alemãs após a Primeira Guerra Mundial, tendo chegado a território nacional em 1923.
A locomotiva E207 rebocou o comboio inaugural do troço entre Celorico de Basto e Arco de Baúlhe, na Linha do Tâmega, em Janeiro de 1949.
A unidade E211 foi comprada pela associação cultural francesa Groupe d’Etude pour les Chemins de fer de Provence, tendo sido integrada na sua linha da Provença em 21 de Julho de 1986, para rebocar comboios históricos. Recebeu o nome de Portugaise, tendo sido classificada como monumento histórico em 1992.
A locomotiva E215 desta série foi vendida em 2009 a particulares de Palma de Maiorca com o objetivo de a recuperar para fins museológicos, após ter estado ao abandono na Régua por mais de uma década. Foi transportada por via ferroviária até Contumil, daí por estrada até Valência, e de lá por via marítima até Palma. Em Novembro de 2019, estava prevista a realização de comboios turísticos entre Aveiro e Sernada do Vouga, rebocados pela locomotiva E214, que era então a única a vapor de via estreita homologada para circular em Portugal.

## Restauro e exposição da Locomotiva E201

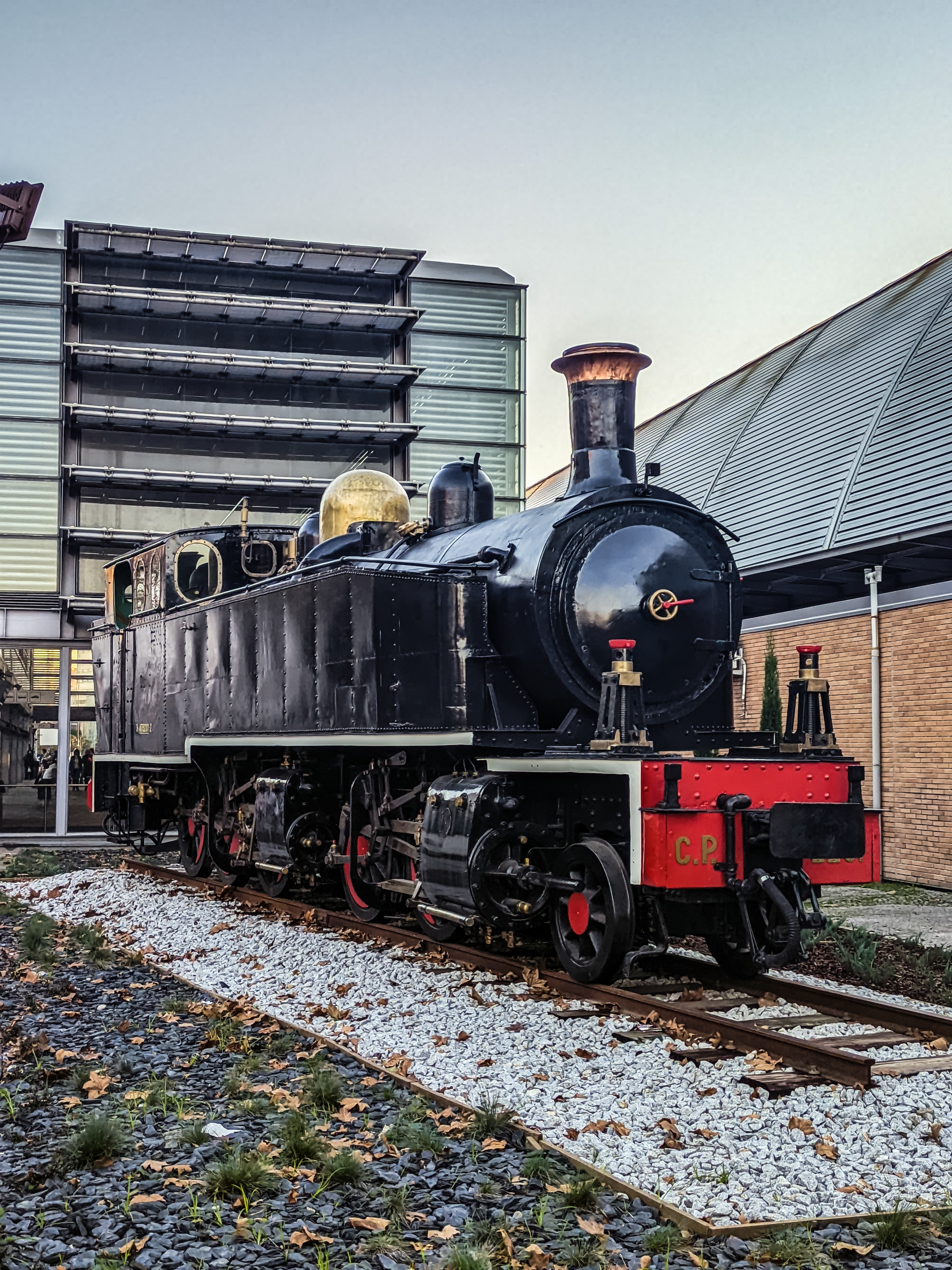
A restaurada Locomotiva E201 exposta junto à Estação Ferroviária de Ermesinde (Valongo, Porto)

Em 16 de Julho de 2022, a locomotiva E201 foi oficialmente exposta em frente da estação de Ermesinde, numa cerimória onde participou o presidente da operadora Comboios de Portugal, Pedro Moreira. A locomotiva foi reabilitada pela autarquia de Valongo, em colaboração com a empresa Comboios de Portugal, tendo o processo de restauro e a construção da plataforma custado cerca de 100 mil Euros. É considerada como um testemunho da importância socioeconómica dos caminhos de ferro e dos seus trabalhadores na história do concelho, tendo o presidente da Câmara Municipal, José Manuel Ribeiro, recordado que «o Concelho de Valongo e a Cidade de Ermesinde em particular são indissociáveis da história da ferrovia nacional. Ao longo dos tempos, muitos ferroviários optaram por se fixar com as suas famílias no concelho, sobretudo em Ermesinde. Aliás, foi na sequência de um desafio lançado por antigos ferroviários que a Câmara Municipal de Valongo avançou com a aquisição desta locomotiva para homenagear todos aqueles que a partir do Concelho de Valongo ajudaram a escrever a extraordinária história dos caminhos de ferro em Portugal».

## Descrição
Esta série era composta por dezasseis locomotivas tanque Mallet de bitola métrica, numeradas de E201 a E216. Usavam um esquema compound, de quatro cilindros exteriores, com os três eixos de trás accionados pelos cilindros de alta pressão, e os três da frente pelos de baixa pressão, sendo um destes últimos o direccional. s eixos formavam assim um esquema 120+030T.
Embora tenham sido construídas para o reboque de comboios de mercadorias, realizaram todos os tipos de serviços, tendo circulado nas redes ferroviárias de Trás-os-Montes nomeadamante nas linhas do Corgo e do Sabor, e na rede do Vouga.

## Ficha técnica

### Características gerais
- Tipo: Locomotiva-tanque[2]
- Cilindros: 4 exteriores, pelo sistema compound[2]
- Fabricante: Henschel & Sohn[2]
- Bitola: 1000 mm[2]